# アラブの舞踊
アラブの舞踊（アラビア語: رقص عربي）は、アラブ世界のアラブ人の伝統的な民俗舞踊である。オリエンタル・ダンス、中東の踊り、東洋の踊りと呼ばれることもある。北アフリカから中東地域にかけて広く親しまれている。
この舞踊には多くの異なるスタイルがあり、3つの主要な様式、「民俗舞踊」、「古典舞踊」、「コンテンポラリーダンス」が含まれる。またベリーダンスに関連付けられることが多いが、その他にも多くの伝統的なアラブの踊りのスタイルがあり、その多くが長い歴史を持つ。
さらに民俗的な舞踊の他、かつては儀式、エンターテイメント・ショー、宮廷内で演ぜられていたものもある。そこにはアラブの歴史の中の長年の伝統である、物語の口頭での伝承や詩歌の朗読、演奏と舞踊が融合されているアラブの伝統的な舞踊として最も有名なのはベリーダンスとダブケである
伝統的な踊りは今もなお在外アラブ人に人気があり、世界中の舞踊団や、ダンスグループ、表現力豊かなダンスへの「輸出」に大成功を収めている。すべての踊り手は伝統的な衣装を着て、その文化の歴史を具現化し、先祖達の話を伝承している。

## 歴史

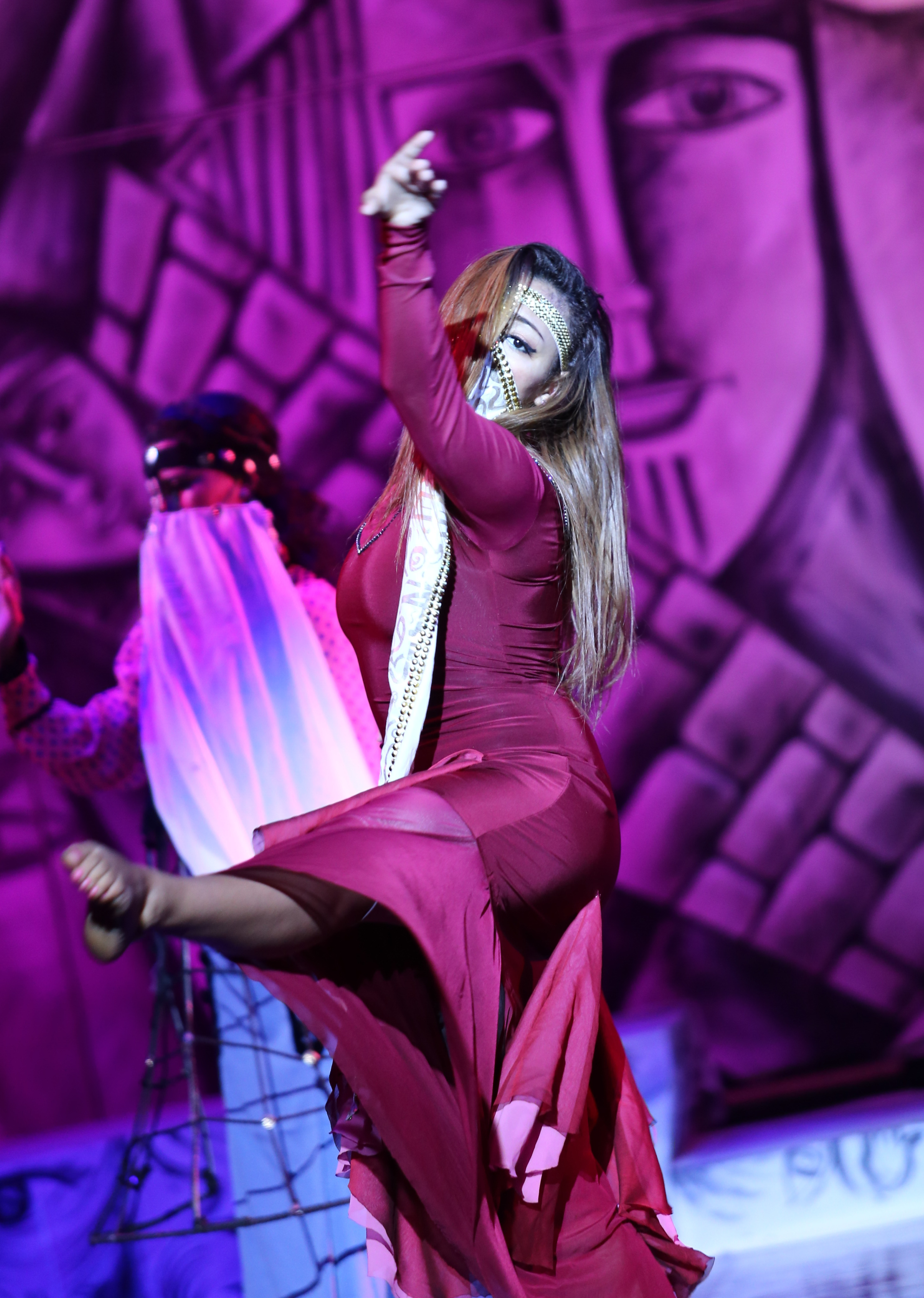
Raqs Baladiで踊る（カイロにて）

歴史的に、踊りは常にアラブ文化の重要な部分である。「Raqs Baladi」（アラビア語: بلدي、「町の」・「地方」・「田舎」を意味するニスバの形容詞で、「民俗の」の意味）という名の儀式の場が、中東および北アフリカの全ての世代や性別のアラブ人が享受してきている最も古くからの社交的な舞踊の場である。
ヨーロッパ人はアラブ世界からの一連の侵略の過程で、アラブ文化の影響を受けてきた。さらに1798年のエジプト・シリア戦役以後、ヨーロッパ人はアラブ世界に関心を示していた。19世紀半ばになると、アラブの土地、特にレバント、メソポタミア、エジプトは「東洋」と総称されるようになる。19世紀のヨーロッパの画家や作家たちで中東に魅了され、"東洋通"となった人々が現れ、最も注目されたのは、ジャン＝レオン・ジェローム、ウジェーヌ・ドラクロワ、ドミニク・アングルであった。
この東方への関心において、男性の娯楽のために行われる誘惑のダンスが一般的に人気がある踊りであるかのように誤解を招いてきた。実際、伝統的に男女を分離する文化の中で、中東の女性達は通常、両親や友人の女性達の仲間内でしか踊らない。時にはプロの踊り手や演奏家が女性達の集会に招待されることもある。今日では、男女の分離は都市の多くの地域では厳密には行われておらず、男性と女性の両方が家族や地域社会の行事で社交的に踊ることもある。
米国には1983年のシカゴ万国博覧会でアラブの踊りが行われ、「The streets of Cairo」と銘打った展示も含まれていた。展示には、シリアやアルジェリアも含む、中東や北アフリカの複数のアラブの国々からの踊り手が参加していた。ベリーダンスという言葉はソル・ブルームなる興業主によって広められたが、アルジェリアではフランス語で「danse du ventre」と名付けられている。ソル・ブルームは「一般的な訳語としてベリーダンスという言葉が浸透するにつれ、人々はきっとみだらで不道徳なものに違いない、と喜んで結論づけた…これにより私は金脈を手にした」とも述べている。

## 舞踊の種類
アラブ人にはアラブ音楽とアラブの舞踊があり、彼らのアラブ人としてのアイデンティティの形成に与している。アラブ世界は広大であり、多くの様式のアラブの伝統的な踊りがある。アラブ世界には大きく分けて、4種類の伝統的なダンスがある。
1. 古典舞踊
2. 民俗舞踊
3. 大衆人気のある踊り
4. 神聖な・宗教的な踊り

### 古典舞踊
古典舞踊は古代から受け継がれてきた踊りで、過去も現在も継続して進化を続けている。

#### ベリーダンス
代表的なアラブの踊りであるベリーダンス（アラビア語: رقص شرقي）は表現力が豊かな踊りで、胴体の複雑な動きを強調している。
ベリーダンスが知られている国々では、多くの若い少年少女たちが踊りを習得しようとしたがる。この踊りでは身体の沢山の部位を個々に、通常は回転するように動かしている。女性も男性もベリーダンスを踊ることができる。

#### シャマダン

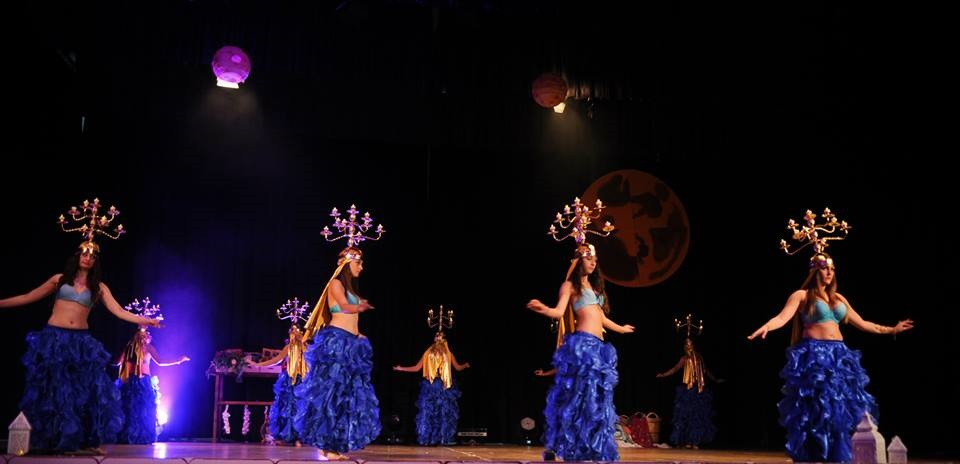
シャマダン

シャマダン（アラビア語: شمعدان）は、言葉としては「燭台」を指し、踊り手の頭の上で大きな燭台を載せてバランスを取りながら踊る、エジプト特有の舞踊である。この踊りでの小道具である燭台は、エジプトの結婚式やザッファの行事で歴史的に使われている。
伝統的に婚礼の行列は夜に行われ、新婦の親の家から近所の通りを練り歩き、新郎の家にある新婦の新居へと向かう。この花嫁の公式移動は、踊り手、演奏家、歌手達が先導し、結婚式の参列者、友人や家族が続いていく。

#### ラクス・シャルキー

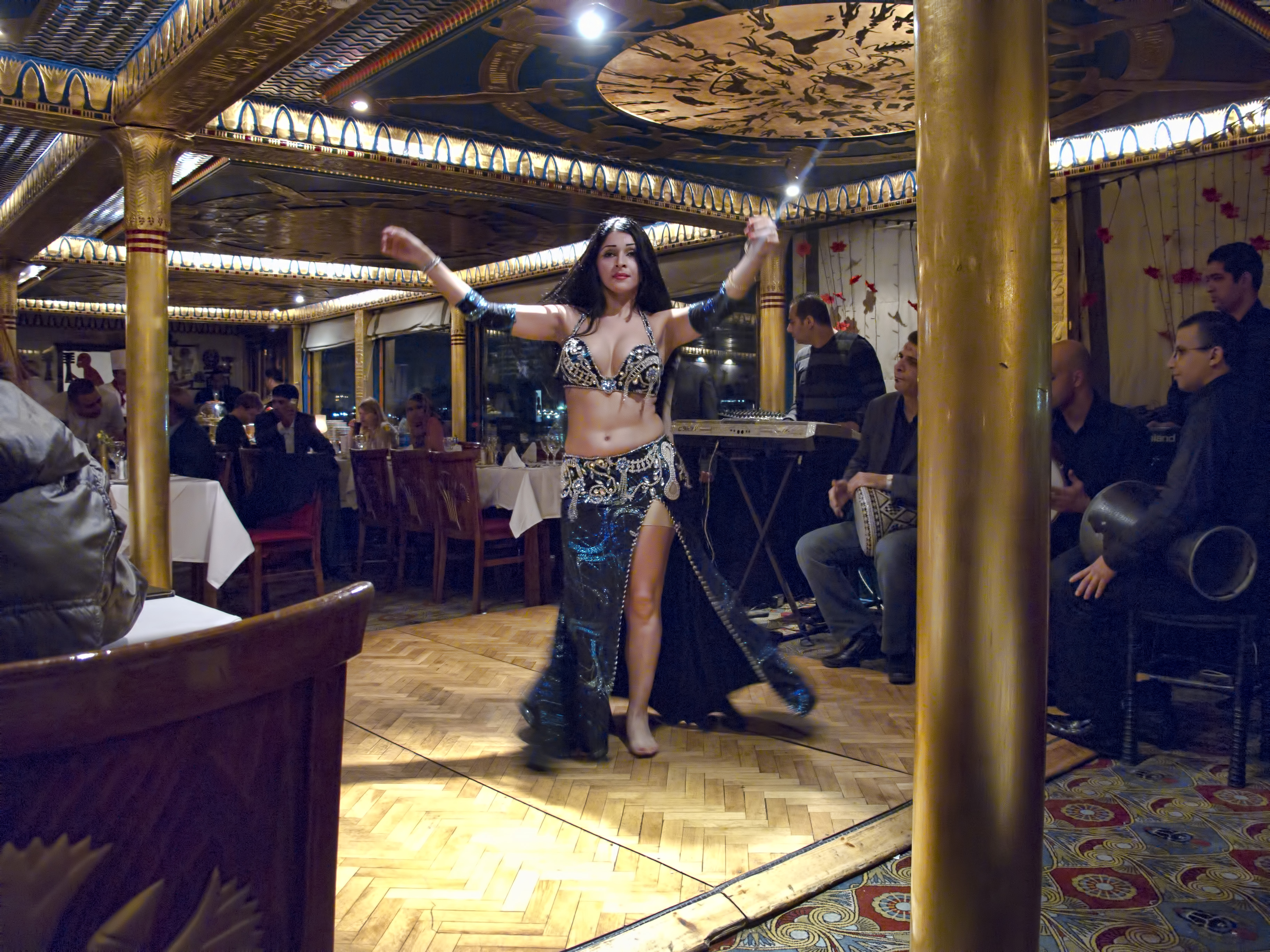
ラクス・シャルキーを踊る様子（カイロにて）

ラクス・シャルキー（アラビア語: رقص شرقي）は、狭義では古典的なエジプト風のベリーダンスを指し、20世紀前半に広く海外に知られ、洗練された（広義には、ベリーダンスの総称としても呼ばれる）。イスラム化前のアラブからの踊りであり、何世紀にもわたって変化しながら口頭で伝えられてきた。一部の人々は、豊穣や女神を崇拝する踊りとして起きたと信じており、北アフリカでは今も子作りを促すものと見なされている。

#### バラディー

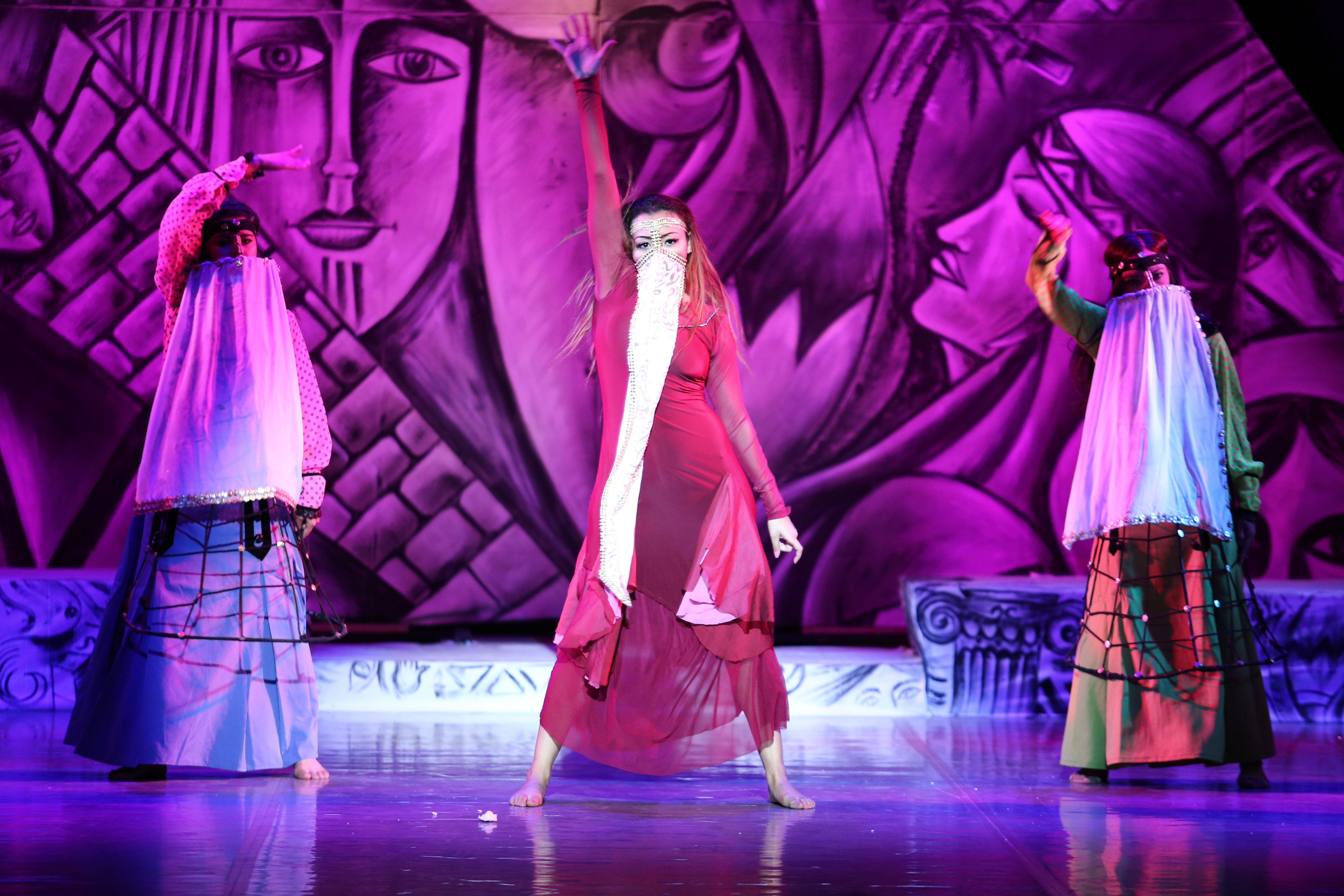
バラディーを踊る様子（エジプトにて）

バラディー（アラビア語: بلدي）という言葉は「国の」との意味であり、20世紀初期以来有名となっているエジプトの民俗舞踊の様式を指す。
バラディーはベリーダンス の民俗・社交的な形式の1つであり、ラクス・シャルキーより動きが少なく、腕もほとんど使わずに、腰の動作に重点が置かれている。バラディーは、踊り手が現れる時に、リラックスした様子で地面に強くつながっているような「重い」感じがある。踊りはバラディーの曲あるいは民俗音楽で踊られる。

#### アルメ
アルメ（アラビア語: عالمة IPA: [ˈʕælmæ]、農民の発音は ʕálme あるいは ʕālme〈複数形：عوالم ʕawālim [ʕæˈwæːlem, -lɪm]〉）は、アラビア語: علم「知る」に由来する言葉で、エジプトの歴史上の家庭教師や女性の芸能人、古典詩を暗唱し、機知に富む会話ができるような教育を受けた女性たちの階級の名前である。

#### ウル・ナイル

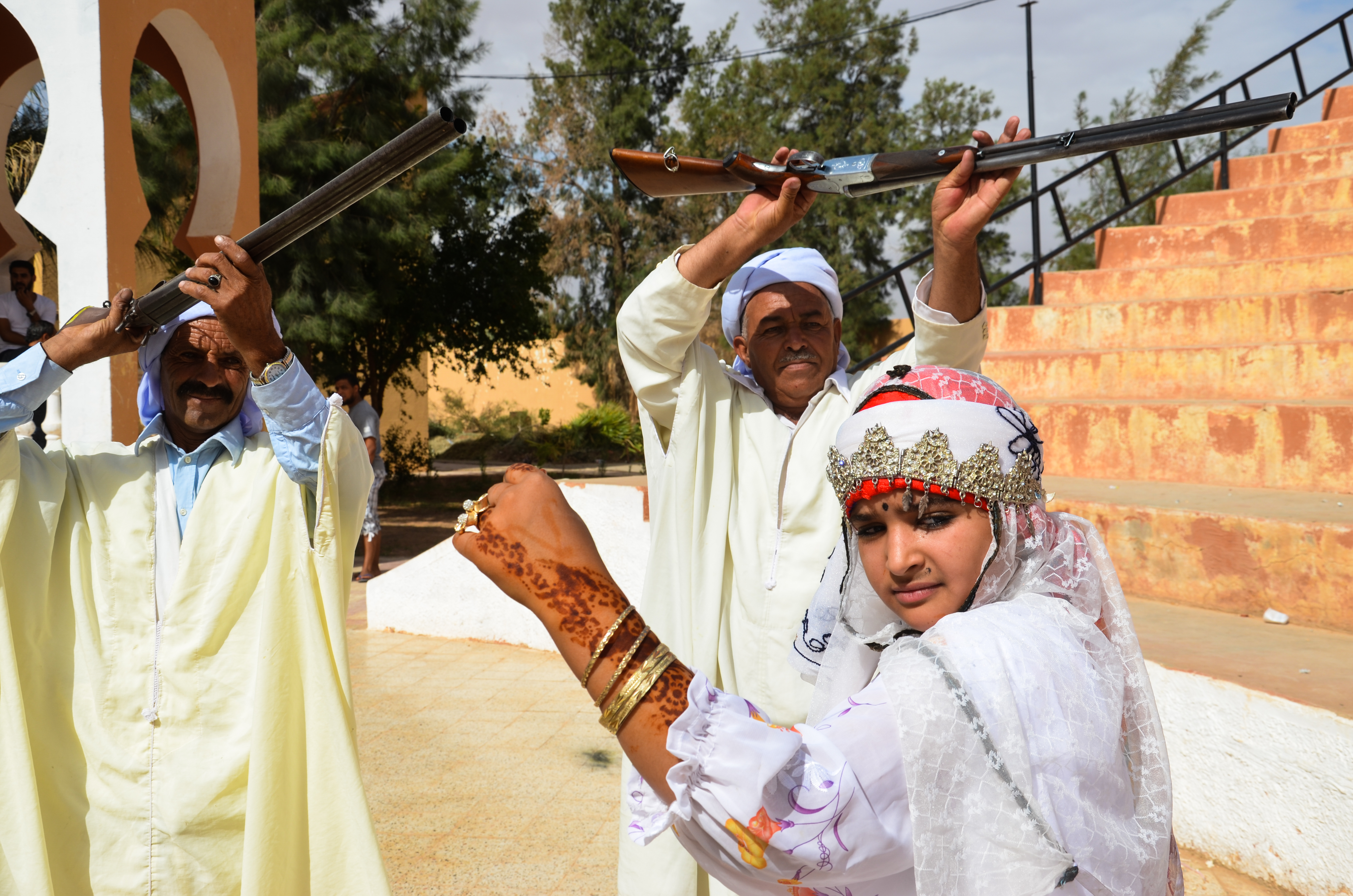
ウル・ナイルの踊り手

ウル・ナイル（アラビア語: أولاد نايل）は、アルジェリアの部族のウル・ナイルの独自の音楽や踊りの様式に由来する踊りで、Bou Saâdaという近隣の町の名でも呼ばれる。ベリーダンスに関しては、ウル・ナイル由来の踊りの様式を指し、小さな素早い足の動きと激しい胴と腰の動きを伴う。

#### ガワジー
エジプトのガワジー（アラビア語: غوازي）の踊り手達は旅をする女性たちであった。ガワジーは道端などの公の場で隠すこともなく踊り、群集を楽しませさえした。その踊りには優雅さはほとんどなく、腰の非常に速い左右への振動が特徴的である。

### 民俗舞踊
これらの舞踊は、市民の祝賀行事の際や、出生や死去、婚礼、社会的な栄達などの出来事の際、時には宗教上の祭にて踊られる。

#### ダブケ

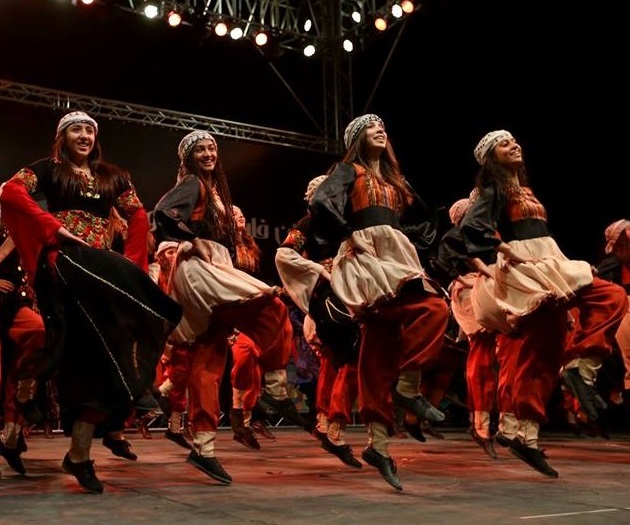
伝統的なダブケを踊るパレスチナの少女達

ダブケ（アラビア語: دبكة）は、レバント一帯のアラブ人たちに共有されている民俗舞踊、及び踊りの場で、その社交システムの一端を担っている。レバノン、ヨルダン、イラク、シリア、パレスチナ、トルコのハタイ県、サウジアラビア北部などで踊られている。
イスラエルにおいては、1948年の建国に続く自国の民俗舞踊（rikudai am Isaeli）の確立の動きの際と、1960年代から1970年代の初頭の伝統文化の「開発」期の2度にわたり注目され、ダブケ（あるいはデブカ）は取り入れられていくこととなった。パレスチナにおいても、「パレスチナの文化遺産（al-turāth al-sha`bī al-filastīnī）」としてアラブのダブケを国民的なものとしていった。

#### ダヒーヤ
ダヒーヤ（アラビア語: الدحية）は、パレスチナ、ヨルダン、サウジアラビア北部、ペルシャ湾岸のアラブの国々の一部、シリア砂漠、イラクなどで踊られているベドウィンの踊りである。
かつては戦争に赴く部族の者達の士気を高めるためや、戦闘後にその戦いや争う様を示すために踊られていたが、今日では婚礼や祝祭日、パーティの場などで踊られている。

### 大衆人気のある踊り
人気のある踊りには、人々のあらゆる形の芸術的表現を伴っている。

#### ハリージ

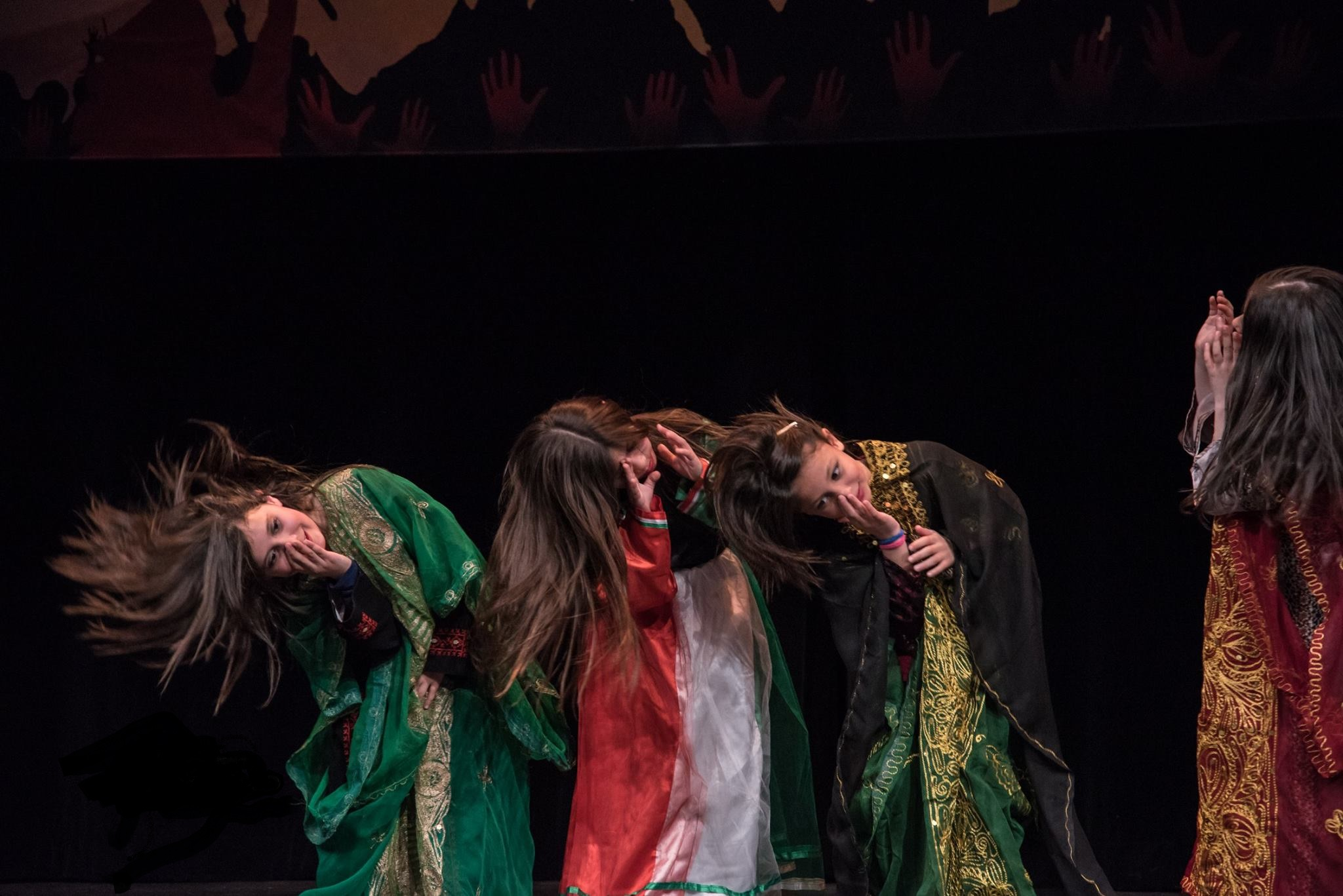
ハリージを踊るアラブの少女たち

ハリージ（アラビア語: خليجي）はアラビア半島・ペルシャ湾岸諸国で踊られている踊りである。「ハリージ」という言葉は「湾岸」を意味する。イラン、イラク、クウェート、バーレーン、カタール、アラブ首長国連邦、サウジアラビアといった各地域でそれぞれのスタイルがある。
踊り手は長いトーブを身に付けて前に掲げる。踊りにおいてステップを踏んでいるが、それよりも頭を左右に振りながら髪を投げるように揺らすのが特徴的である。結婚式やその他の社会的行事で地元の女性が踊っており、幸福と祝賀の（結婚式のような）イベントで行われる楽しく、活気に満ちた、表現力豊かな身振りがある繊細な踊りである。
女性達は連携して踊る。最初は1人で立ち上がって踊り始め、他の人達がその女性の踊りに加わっていく形式がよく見られる。手の動き、頭やトーブが踊りの主体で、トーブとは別に「髪」はハリージにおいて中心的な要素であり、女性達は長い髪を「踊る」ように左右、前後、そして回し、別の形へと動かす。最近ではベリーダンスの踊り手の間でも非常に一般的になってきている。
ハリージは、2つの重いビートとポーズを持つ、催眠的な2/4拍子の曲で踊られるのが最も一般的で、このリズムはイエメン由来で、サウディ、カハリジ、またはアダニーのリズムと呼ばれる。ただし、この踊りは湾岸諸国の多くの国々を代表するものであり、その曲のリズムは数多く存在する。

#### アルダ

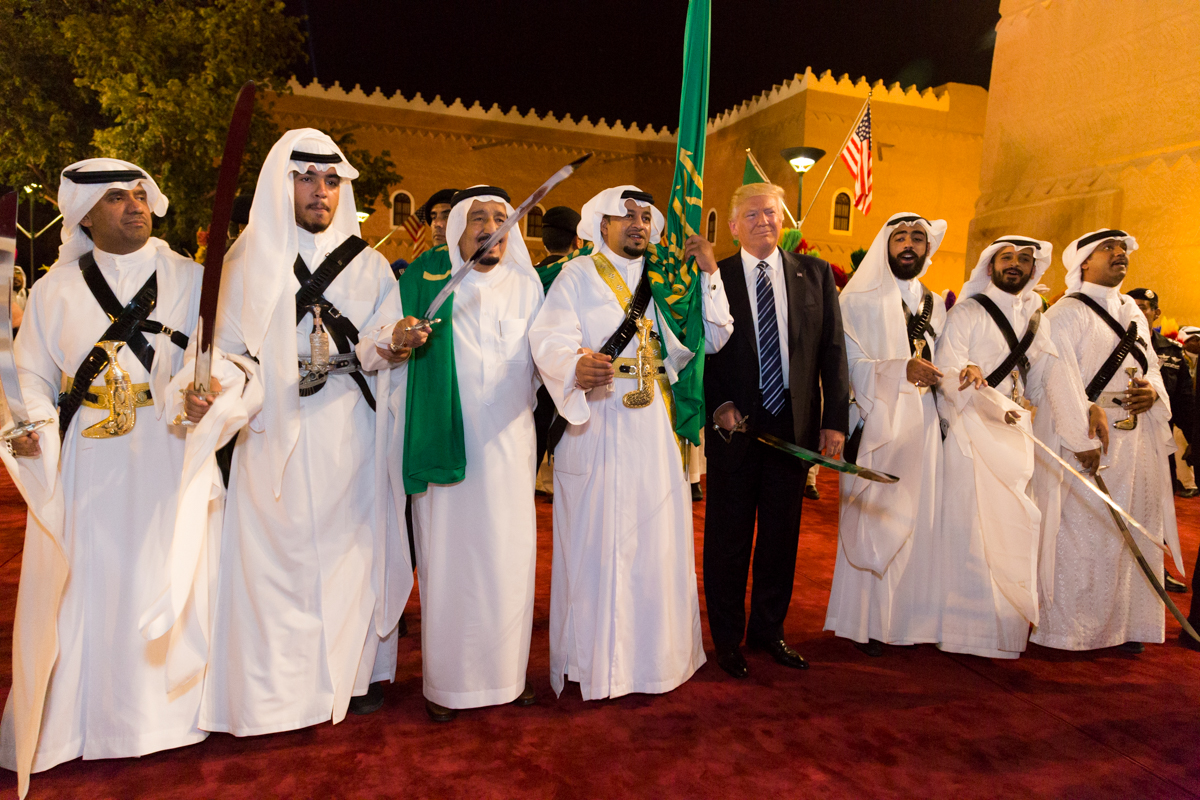
ナジュド族のアルダの装いのサルマーン・ビン・アブドゥルアズィーズとドナルド・トランプ

アルダ（アラビア語: العرضة）はアラビア半島の民俗舞踊の1つである。2列に並んだ男性達が向かい合って、ドラムを伴い、詩を口にしながら互いに剣や杖を振るように踊る。アラブの首長国では、その地の踊りは Iyala と呼ばれている。
アルダという言葉は、アラビア語の動詞 ard「見せる、行進する」から派生した語と考えられている。かつて、部族の戦闘力を公に示し、戦いの前に士気を高めるために踊りがおどられていたため、そのように名付けられた。アルダの振り付けには地域ごとに異なるが、その目的はアラビア半島全体でほぼ同じである。

#### ハガーラ

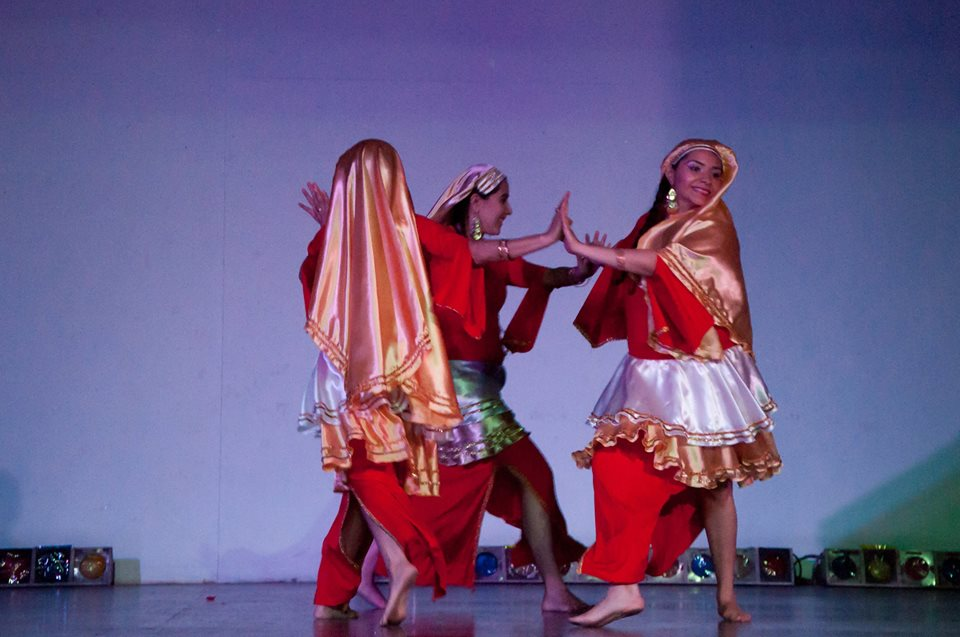
ハガーラを踊る

ハガーラ（アラビア語: هجاله）はお祝いの民俗舞踊であり、エジプトの西部のマルサ・マトルーフに定住するベドウィン(bedu)によって行われ、その地域の婚礼の季節(date harvest)の間に踊られることが多い。婚礼の踊りあるいは成長した少女の踊り、としても踊られる。ハガーラは隣接するリビアでも知られており、他の中東エリアで kaf (拍手、の意)という踊りと関連がある。

#### シェイクハット
シェイクハット（アラビア語: شيخات）という言葉は古典アラビア語の sheikh の女性形 sheikha に由来し、知識や経験、知性を備えた人を指す。アラビア語モロッコ方言では sheikha の意味は、「他人に教えられるほどの性交の知識を持った女性」に限定され、その踊りは本来、結婚前の花嫁に見せて婚礼後のベッドでどのようにふるまうかを示唆するものであった。

#### ギードラ
ギードラ（アラビア語: كدرة）はモロッコ南西部の砂漠地帯の踊りで、特殊な精神状態を誘発するように踊る。ソロの演者は手の動きで踊り始め、その後には頭部と胴体を振り、トランス状態に達するまで踊る。ギードラの踊り手は独身か離婚した女性で、時折、聴衆の男性が踊り手達に結婚の話を聞くこともある。

#### ヨウラ
ヨウラ（アラビア語: اليولة）はアラブ首長国連邦の伝統舞踊である。踊りの中には、ダミーのライフルを振り回したり投げたりする動作がある。

### 神聖な・宗教的な踊り

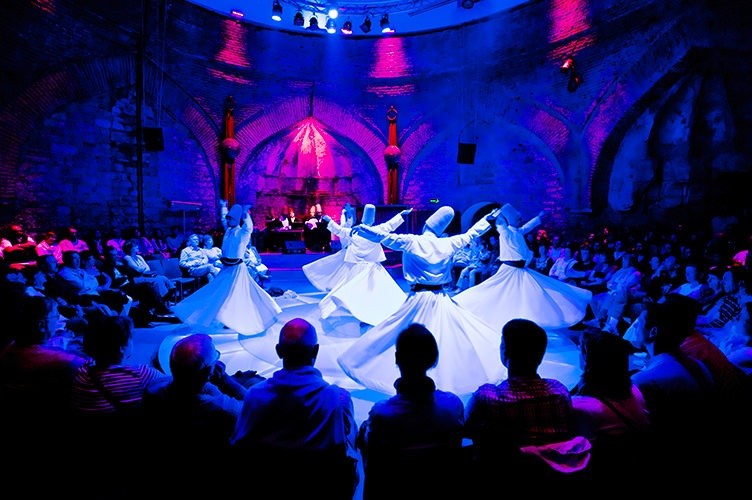
エジプトの Mwald の踊り

これらの神聖な踊りは、アラブ世界で支配的な宗教であるイスラム教に関係している。特に、預言者によって開かれたイスラム伝統の中心である「崇拝」に関連している。

### タンヌーラ
タンヌーラ（アラビア語: التنورة）はスーフィズムに由来するエジプトの民俗舞踊であり、現在では多くの機会において祝いの重要な儀式となっている。その踊りは、円形の動きによって集団で踊られるリズミカルな踊りであり、円形の動きは神秘的なイスラムの哲学に由来する。宇宙における動きはある点から始まり、同じ点で終わるとの考えから、その概念を舞踊に反映している。踊り手達の動きはあたかも宇宙に浸る暈を描いているかのようになる。tanoura または tannoura という言葉は、踊り手達が着用する色彩に富んだなスカートを指し、それぞれの色はその踊り手のタリーカを示している。

#### ザラ
ザラ（アラビア語: زار）は、悪霊を追い払うために行われる踊りであり、スーダン発祥だが、エジプトの女性達にも人気がある。

## ギャラリー

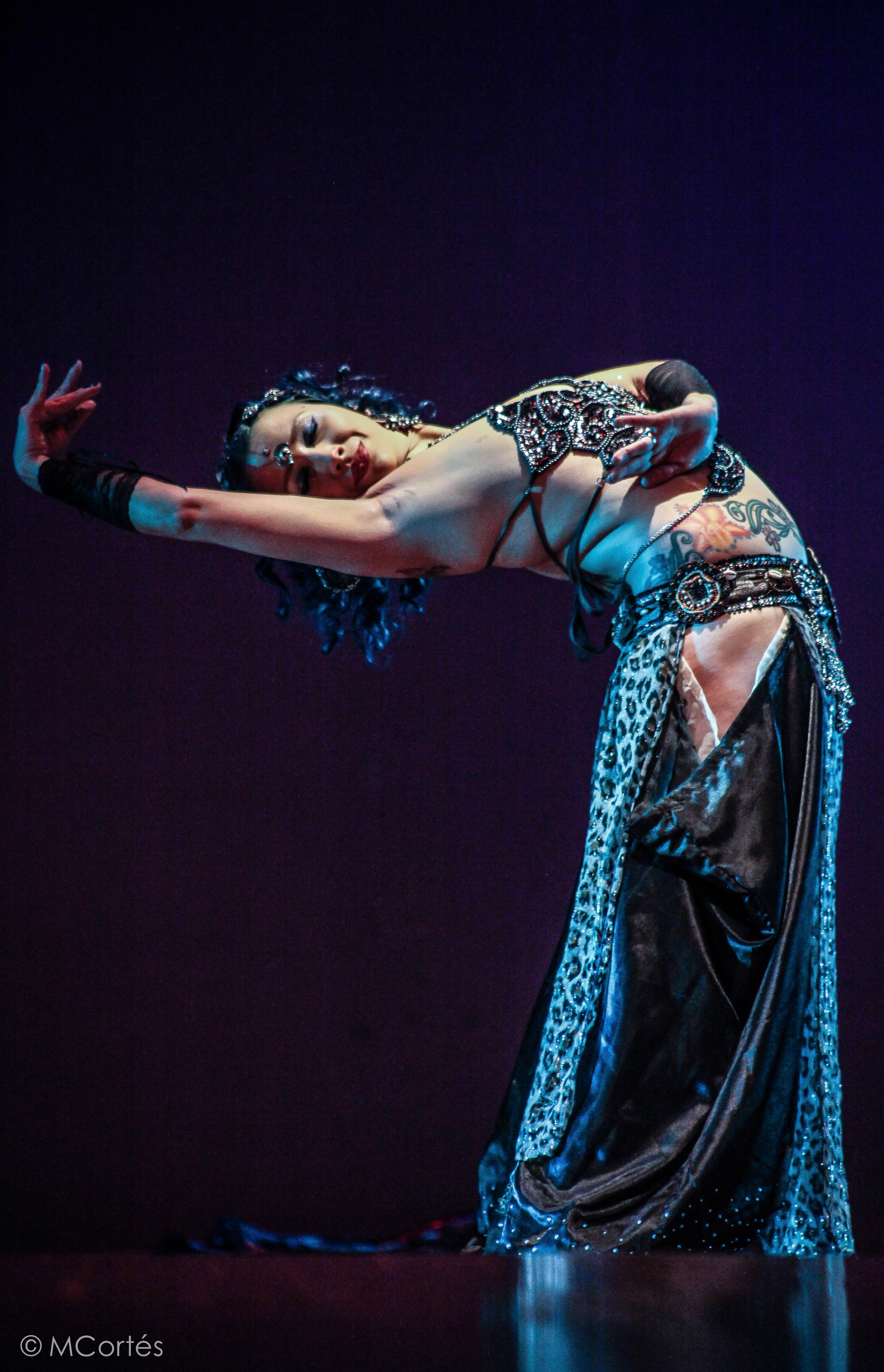
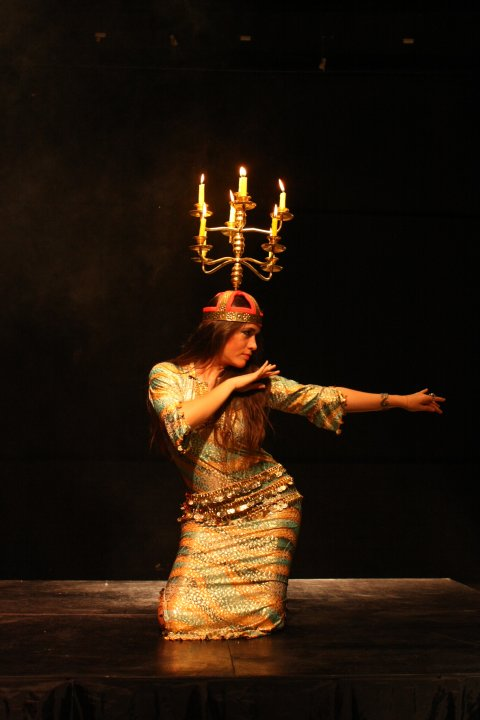
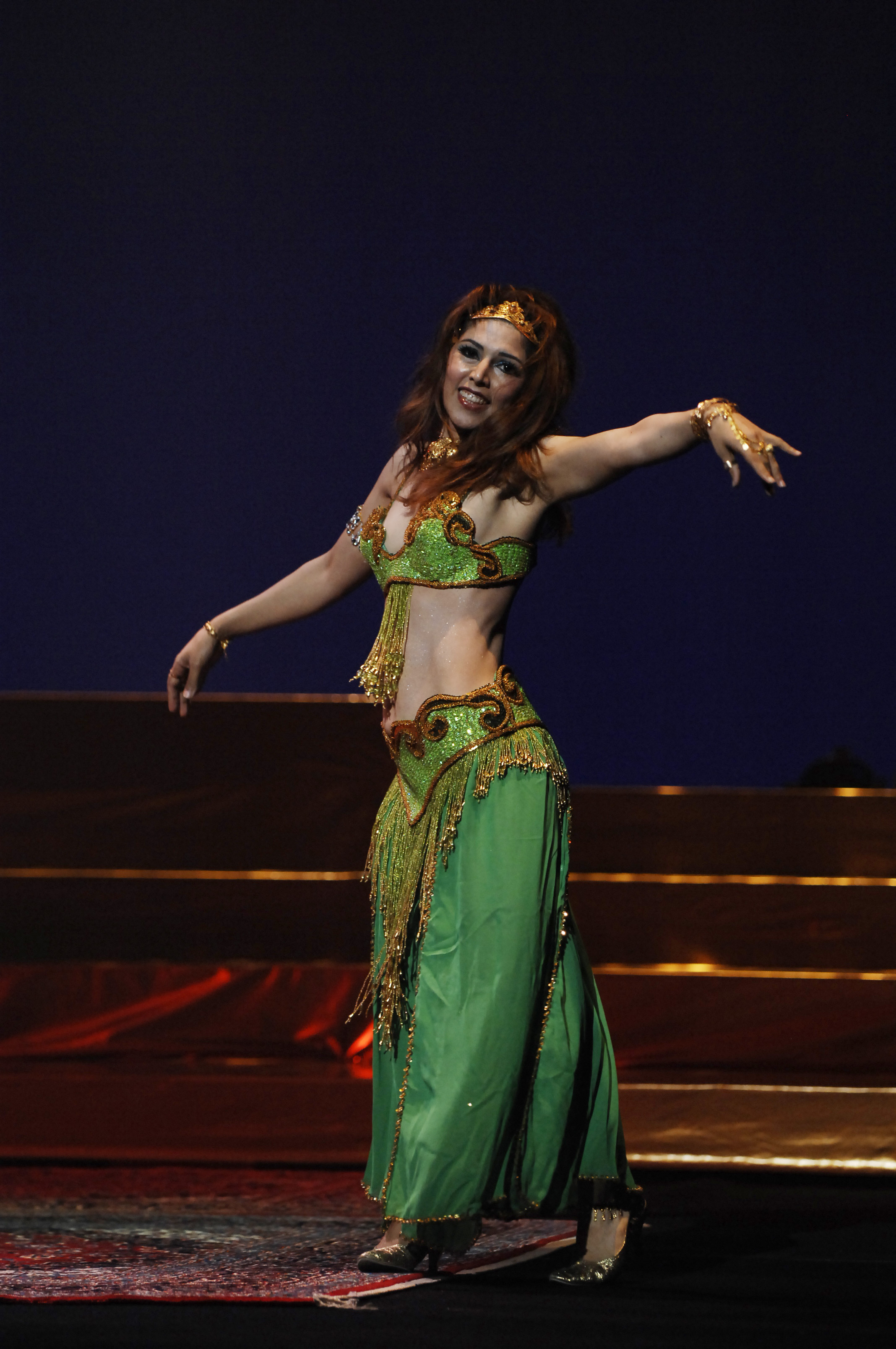
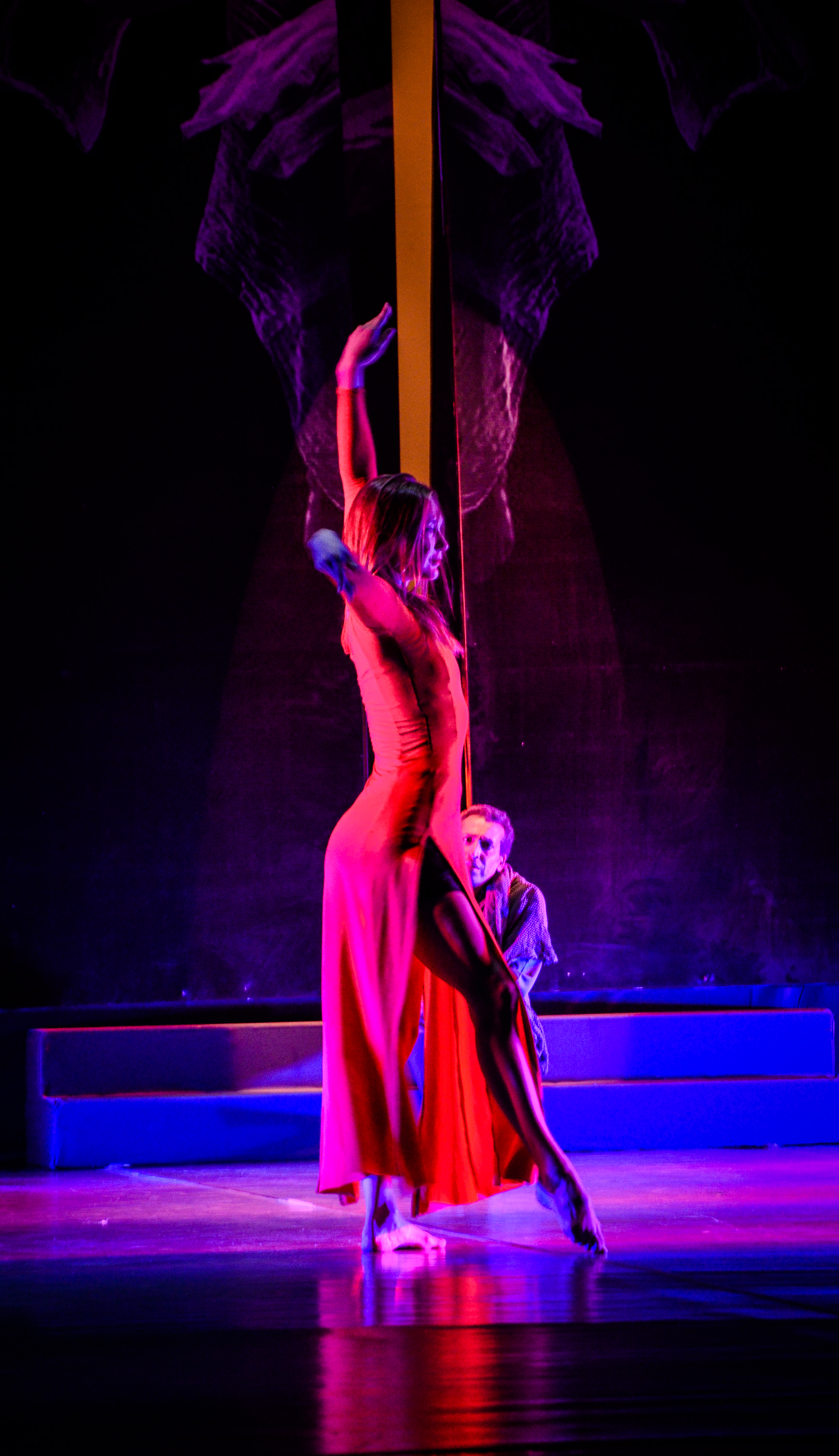
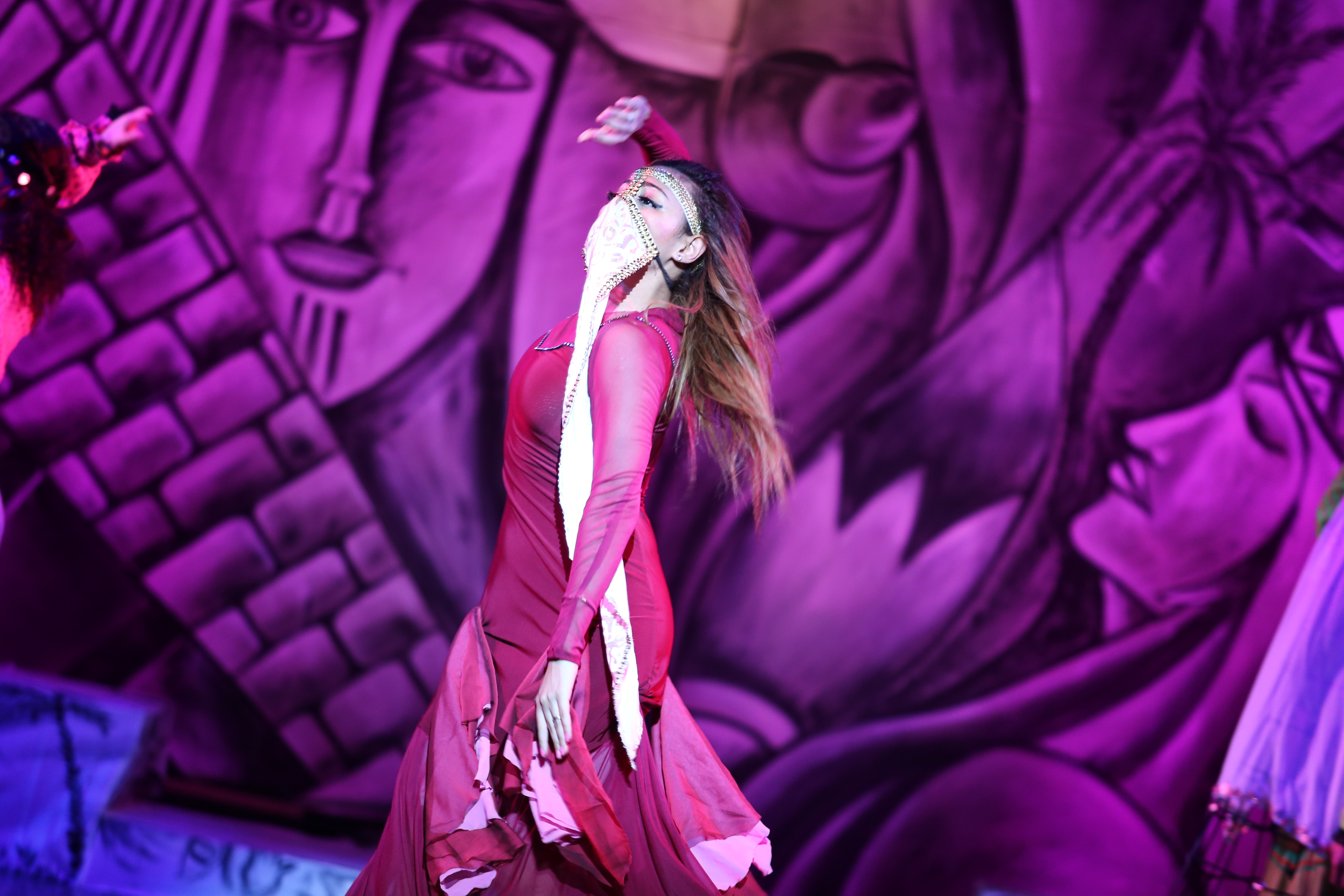
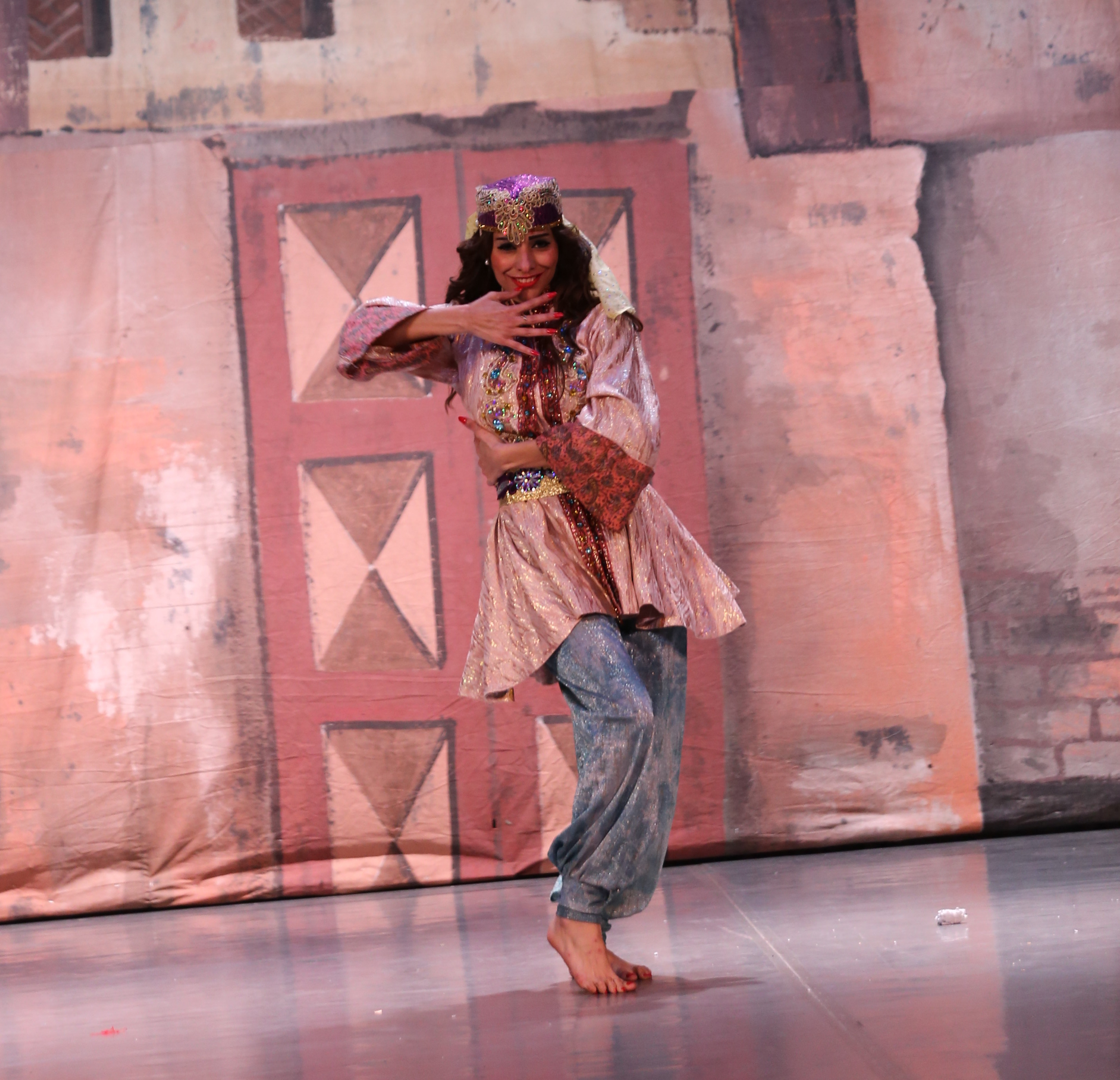
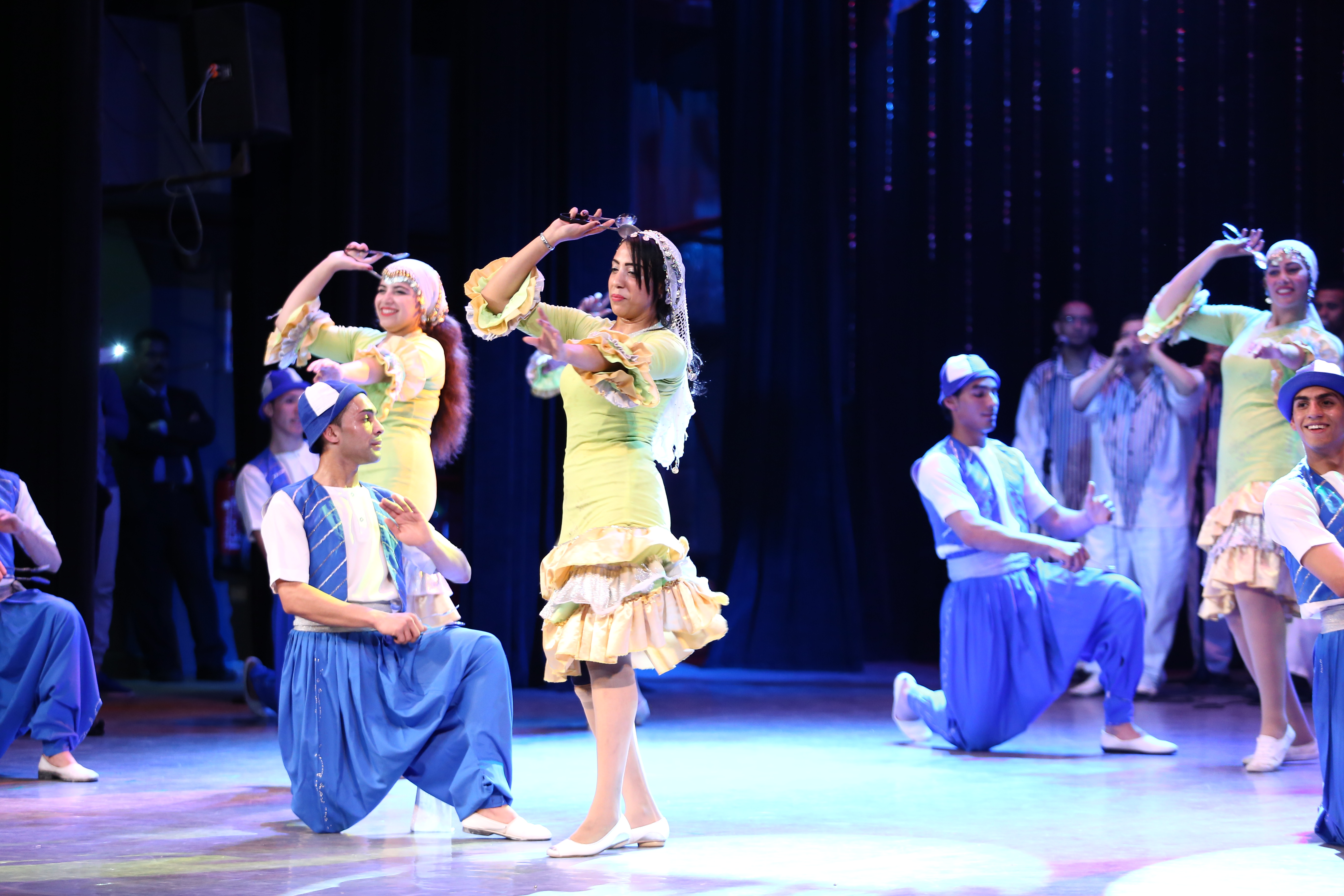
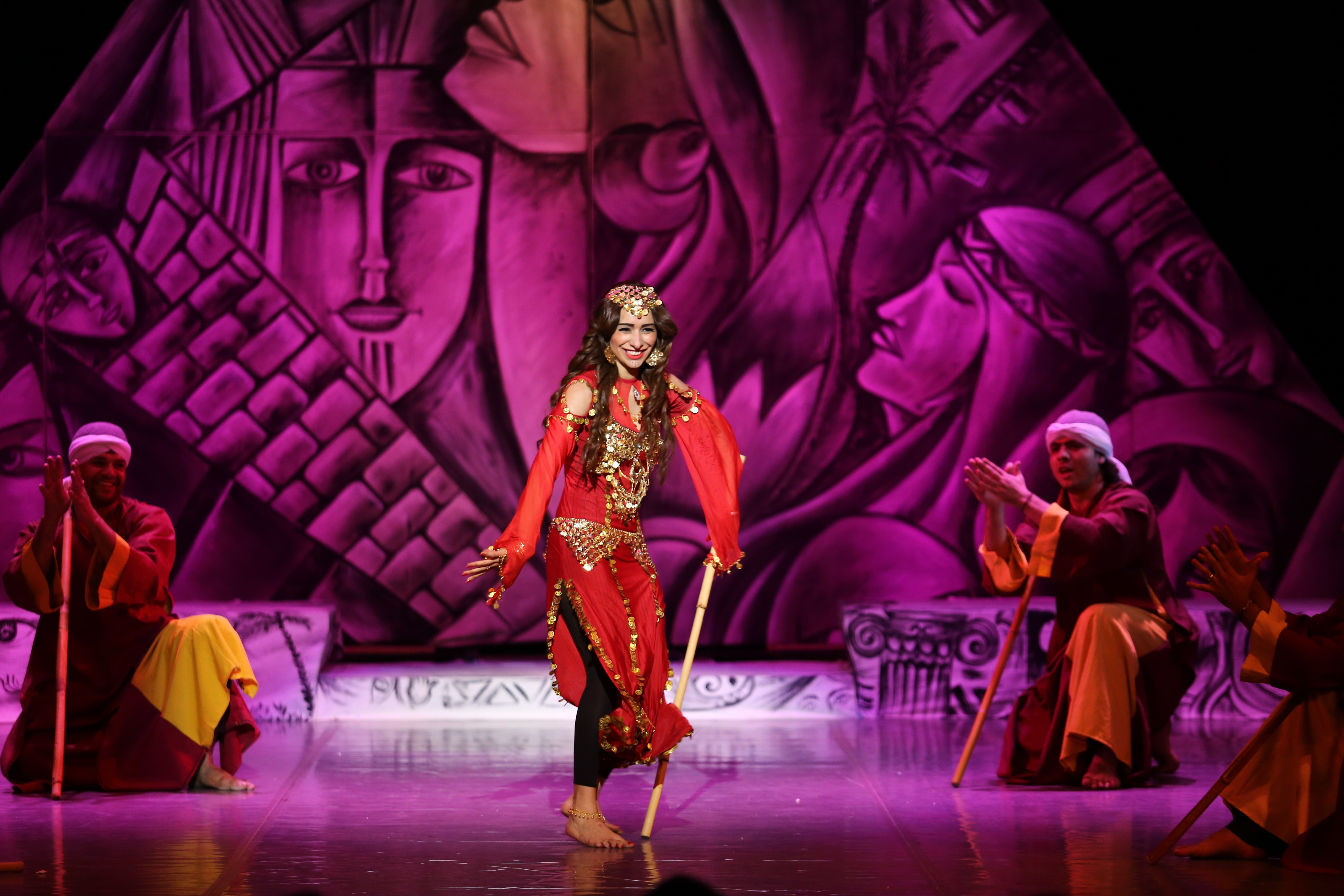
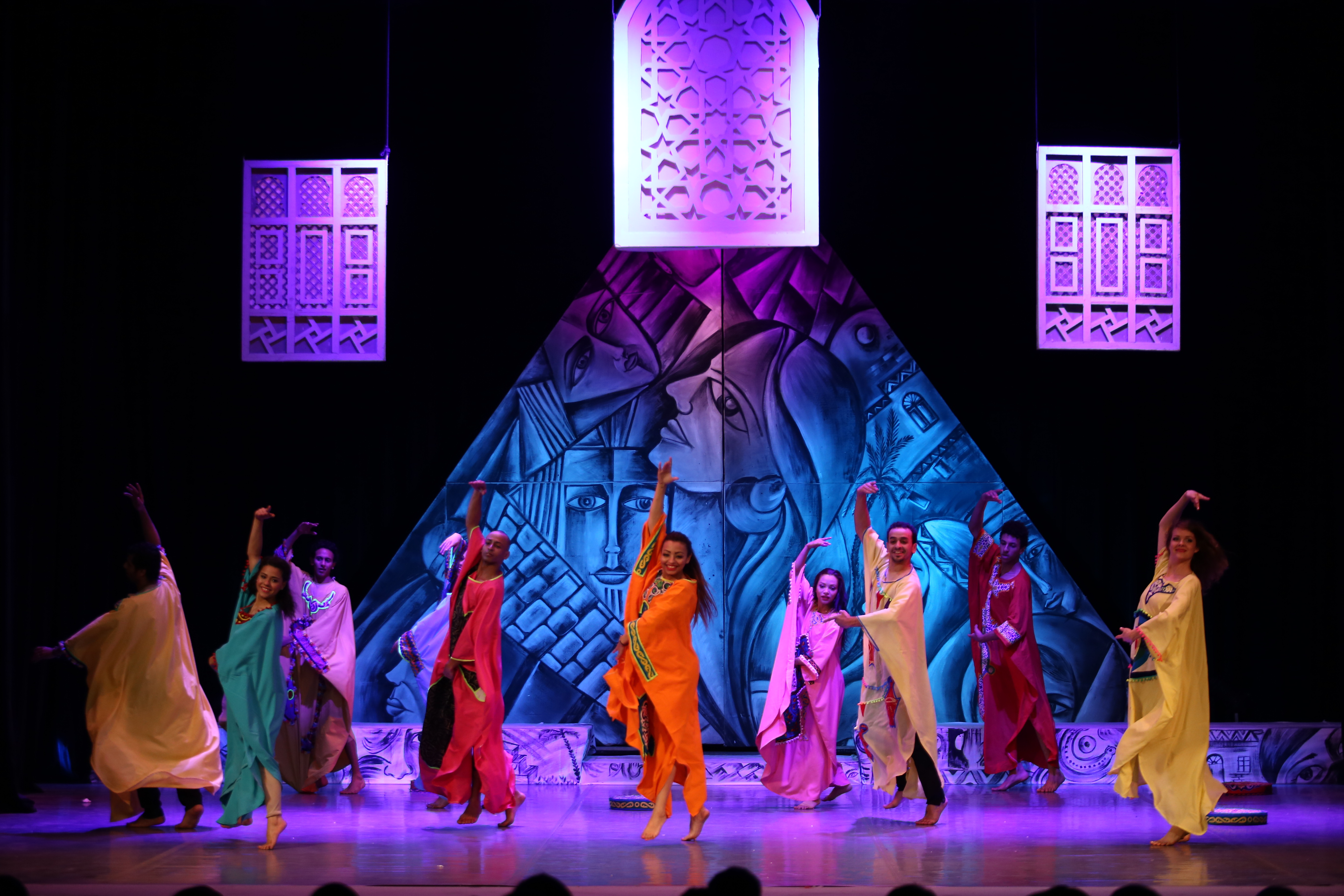
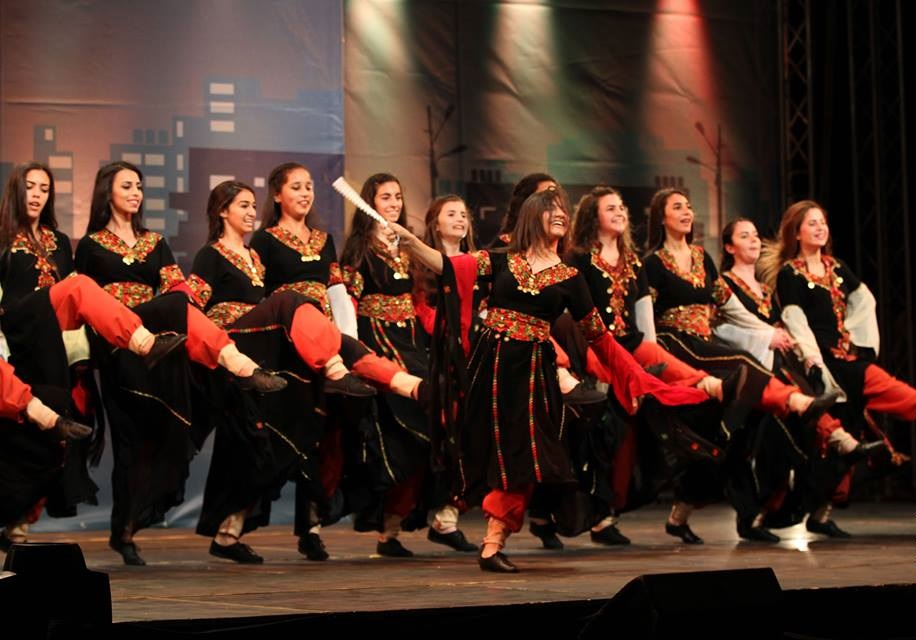
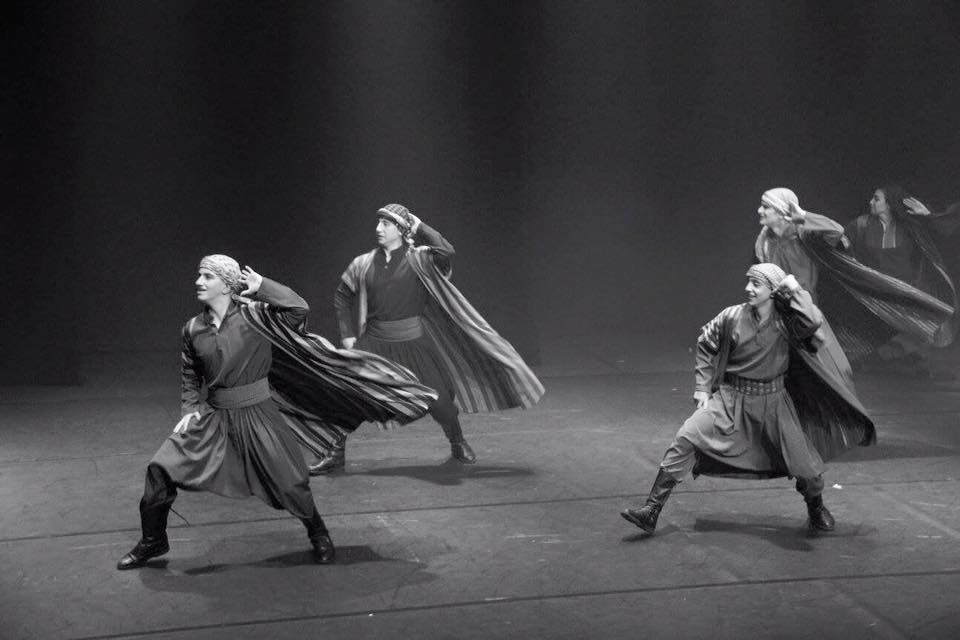
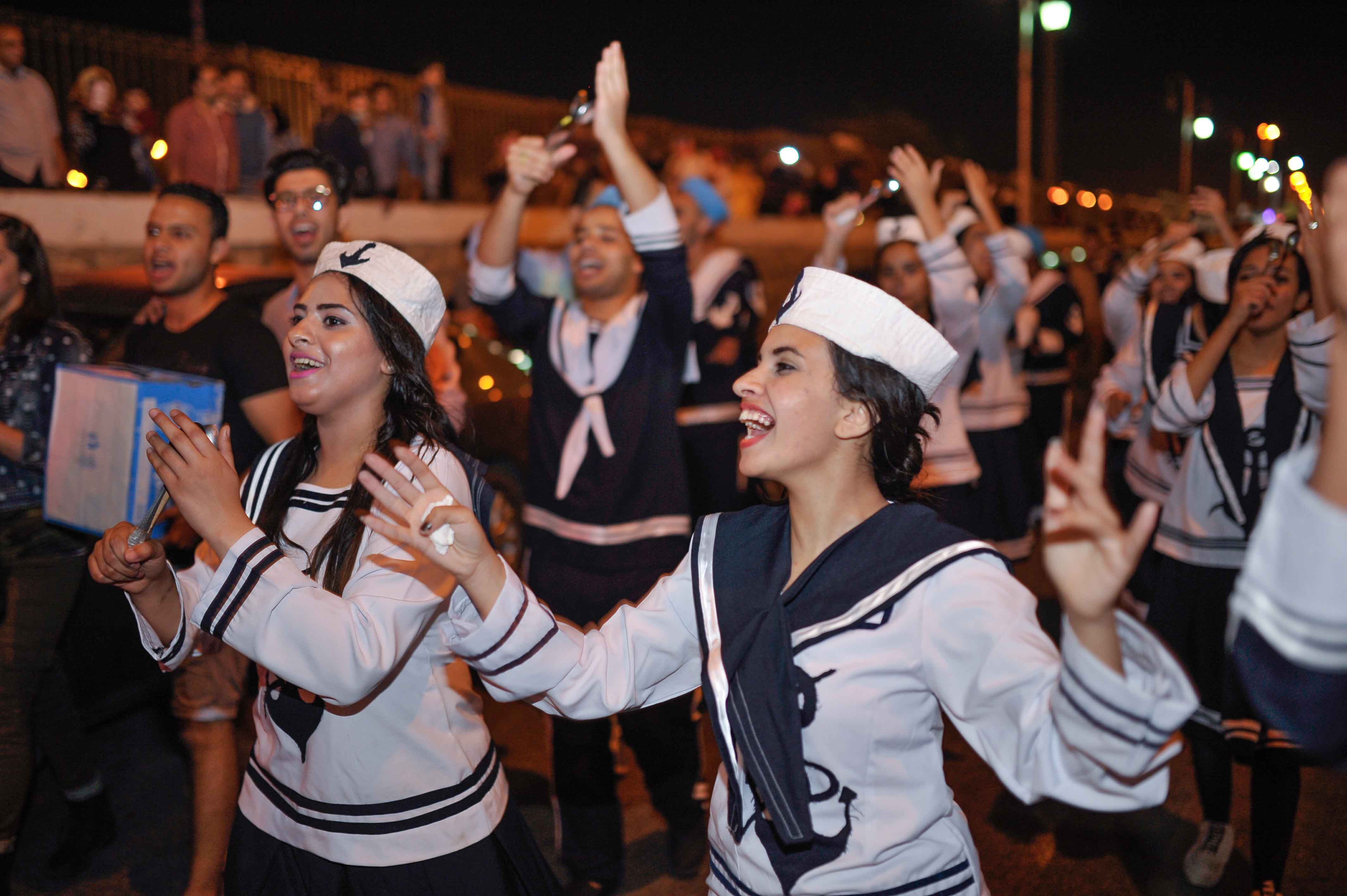
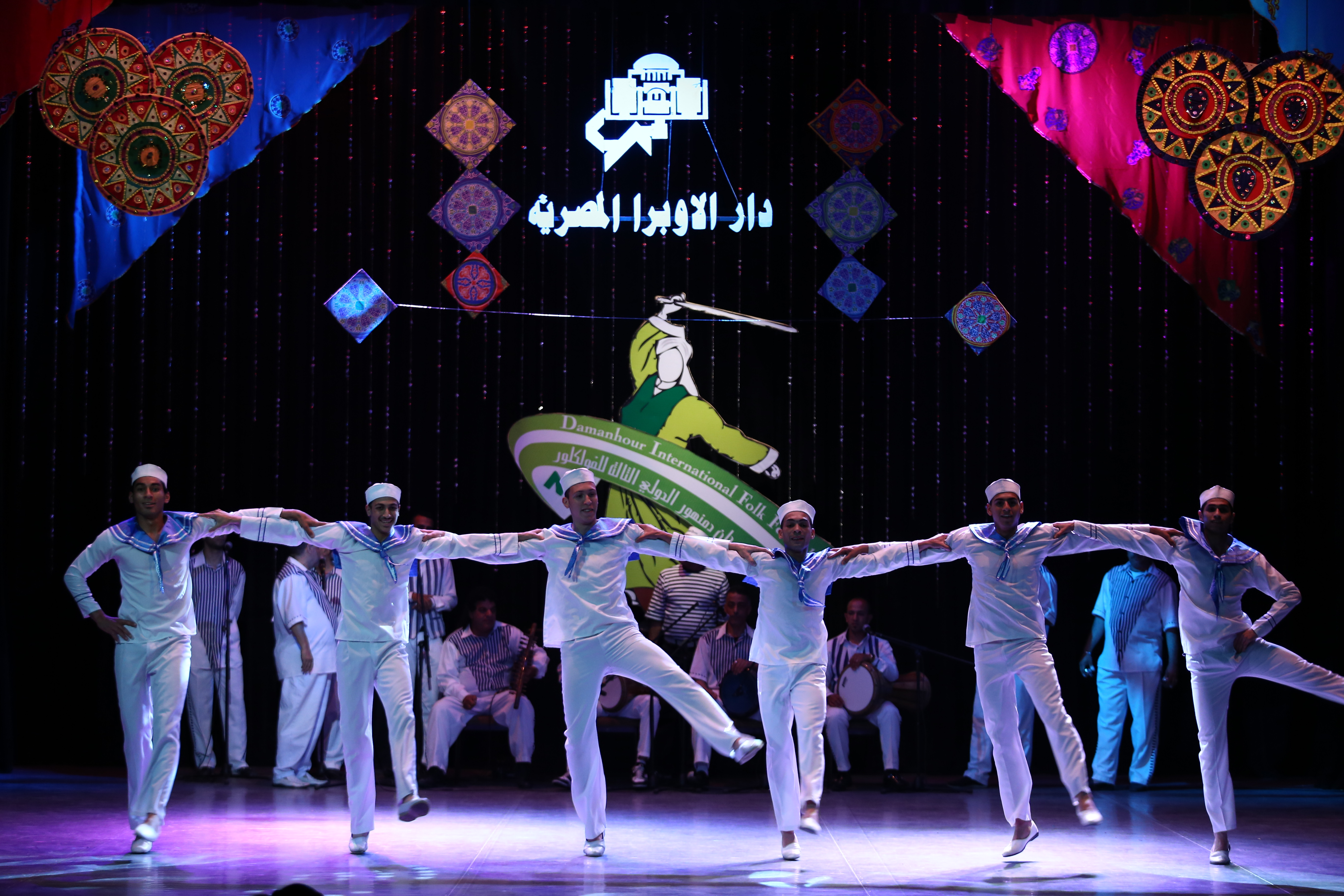
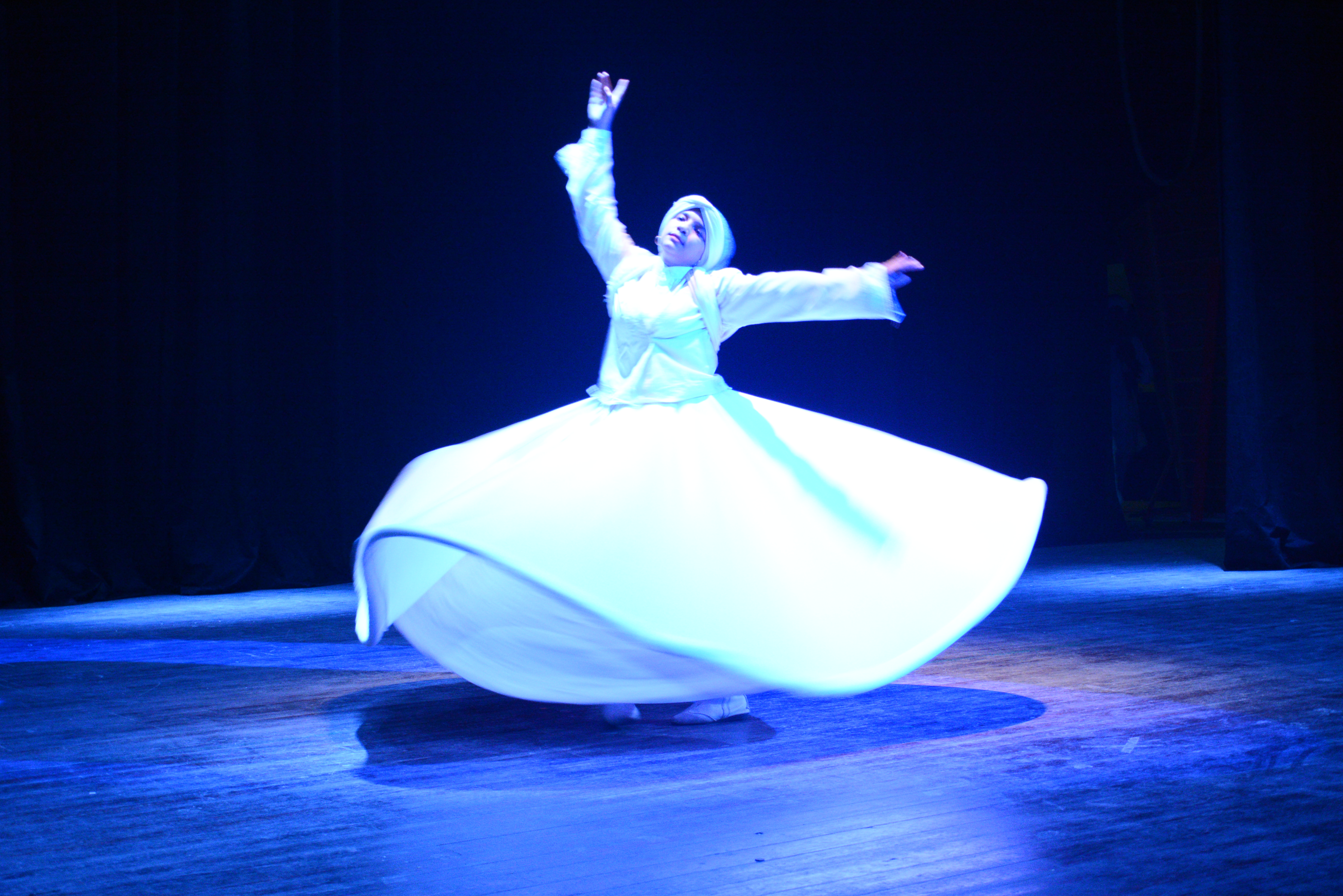